# Sarah Jane Hamilton
Sarah Jane Hamilton (Londres, 15 de abril de 1971) es una actriz pornográfica y modelo erótica retirada, bailarina exótica, dibujante y escritora británica.

## Biografía
Sarah Jane Hamilton, nombre artístico de Sarah Jane Gage, nació y creció en Londres. Ella misma se definió como una chica retraída, tímida y fea que era acosada por sus compañeros de escuela. Vivió durante una temporada en Australia, donde ella afirmó que se sentía más aceptada que en Inglaterra.
Comenzó su carrera en la industria del entretenimiento para adultos como modelo erótica en Inglaterra, hasta que decidió cambiar de aires y se trasladó a trabajar a los Estados Unidos. Allí fue descubierta por Cumisha Amado en 1992, quien la introdujo en el mundo del cine X tras conocer al realizador John T. Bone, quien le ofreció su primer contrato como actriz.
Como actriz porno llegó a trabajar para estudios como Vivid, Sin City, VCA, Evil Angel, Metro, Sinister o Coast To Coast.
Su primer nombre artístico fue Victoria Secret. No obstante, una acción legal por parte de la compañía de lencería homónima, Victoria's Secret, le obligó a cambiar de nombre, portando finalmente el de Sarah Jane Hamilton. Durante esos primeros años, se tiñó su original pelo pelirrojo a moreno.
Se retiró en 1995, habiendo aparecido en algo más de 150 películas como actriz, entre producciones originales y recopilaciones.
Además de su faceta como actriz y modelo, también ha sido dibujante y redactora de tres números del cómic erótico Carnal Comics, publicados en 1994 con su nombre y editados por Revolutionary Comics.
Algunas películas de su filmografía fueron Alone With Sarah Jane Hamilton, Bad Girls Get Punished, Beach Ball, Cheatin', Double D Dykes 8, Face, Greek Week, Mesmerized, Prison World, Unplugged o Where the Boys Aren't 7, así como varias entregas de la saga Sarah-Jane's Love Bunnies.

## Premios y nominaciones
| Año  | Ceremonia   | Resultado | Premio                                | Trabajo        |
| ---- | ----------- | --------- | ------------------------------------- | -------------- |
| 1994 | Premios AVN | Nominada  | Mejor actriz revelación               | —              |
| 1994 | Premios AVN | Nominada  | Mejor escena de sexo lésbico en grupo | Indecent Offer |
| 1994 | Premios AVN | Nominada  | Mejor escena de sexo lésbico en grupo | Steam          |
| 1997 | Premios AVN | Nominada  | Artista femenina del año              | —              |